# Kamil Glik
Kamil Jacek Glik (Jastrzębie Zdrój, 3 februari 1988) is een Pools voetballer die doorgaans als centrale verdediger speelt voor Cracovia in de Ekstraklasa. In 2020 tekende Glik bij Benevento Calcio, dat hem voor €3.000.000 overnam van AS Monaco. Hij debuteerde in 2009 in het Pools voetbalelftal.

## Clubcarrière
Glik speelde tussen 2006 en 2008 in Spanje voor UD Horadada en Real Madrid C. Hij tekende vervolgens op 6 augustus 2008 een vierjarig contract bij Piast Gliwice. Daarvoor debuteerde hij op 30 augustus 2008 in de Ekstraklasa. Na twee seizoenen in zijn geboorteland tekende Glik een vijfjarig contract bij US Palermo. Hiervoor debuteerde hij tijdens een wedstrijd in de UEFA Europa League, tegen NK Maribor. Hij speelde nooit voor de club in de Serie A. In plaats daarvan verhuurde Palermo hem in januari 2011 voor zes maanden aan AS Bari.
Glik verruilde Palermo in juli 2011 voor Torino. Hij debuteerde op 13 augustus 2011 voor de club in de Coppa Italia , tegen AC Lumezzane. Hij maakte op 25 april 2012 zijn eerste treffer voor Torino, tegen Reggina. Aan het eind van zijn eerste seizoen promoveerde hij met zijn ploeggenoten door middel van een tweede plaats uit de Serie B. Glik speelde de volgende vier seizoenen met Torino in de Serie A en groeide zelf uit tot aanvoerder. Het sportieve hoogtepunt in deze periode was het seizoen 2013/14. Daarin eindigde hij met Torino op de zevende plek en plaatste hij zich met de club voor de voorrondes van de Europa League 2014/15.

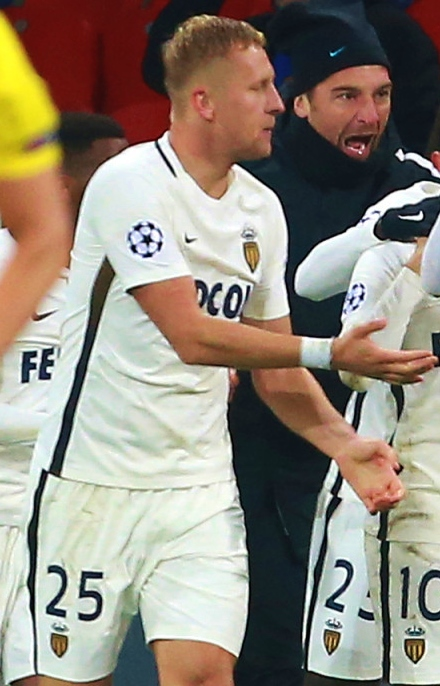
Glik als speler van AS Monaco

Glik tekende in juli 2016 bij AS Monaco, de nummer drie van Frankrijk in het voorgaande seizoen. Dat nam hem voor een niet bekendgemaakt bedrag over van Torino. Hij werd ook hier direct basisspeler.

## Clubstatistieken
| Seizoen | Club             | Competitie  | Duels | Doelp. |
| ------- | ---------------- | ----------- | ----- | ------ |
| 2008/09 | Piast Gliwice    | Ekstraklasa | 26    | 0      |
| 2009/10 | Piast Gliwice    | Ekstraklasa | 28    | 2      |
| 2010/11 | US Palermo       | Serie A     | 0     | 0      |
| 2010/11 | → AS Bari        | Serie A     | 16    | 0      |
| 2011/12 | Torino FC        | Serie B     | 23    | 2      |
| 2012/13 | Torino FC        | Serie A     | 32    | 1      |
| 2013/14 | Torino FC        | Serie A     | 34    | 2      |
| 2014/15 | Torino FC        | Serie A     | 32    | 7      |
| 2015/16 | Torino FC        | Serie A     | 33    | 0      |
| 2016/17 | AS Monaco        | Ligue 1     | 36    | 6      |
| 2017/18 | AS Monaco        | Ligue 1     | 36    | 3      |
| 2018/19 | AS Monaco        | Ligue 1     | 33    | 1      |
| 2019/20 | AS Monaco        | Ligue 1     | 23    | 1      |
| 2020/21 | Benevento Calcio | Serie A     | 36    | 2      |
| Totaal  | Totaal           | Totaal      | 388   | 27     |

## Interlandcarrière
Glik debuteerde in 2010 in het Pools voetbalelftal, in een wedstrijd om de King's Cup in Thailand. Hij was op 20 januari 2010 trefzeker op dat toernooi tegen het gastland. Glik maakte op 17 oktober 2012 de gelijkmaker in een WK-kwalificatiewedstrijd tegen Engeland, in het Nationaal Stadion in Warschau. Dankzij dat doelpunt hield Polen de Engelsen op 1–1. Kwalificatie voor het mondiale toernooi liep het Pools voetbalelftal desondanks mis. Glik nam met Polen in juni 2016 wel deel aan het EK 2016 in Frankrijk. Polen werd hierop in de kwartfinale na strafschoppen uitgeschakeld door Portugal (1–1, 3–5). Jakub Błaszczykowski was de enige speler die miste. Glik maakte ook deel uit van het Poolse elftal op het WK 2018.

## Erelijst
| Kampioen Ligue 1 | 1x | 2016/17 |

1 Majecki ·
2 Vanderson ·
4 Teze ·
5 Kehrer ·
6 Zakaria  ·
7 Ben Seghir ·
8 Matazo ·
9 Balogun ·
10 Golovin ·
11 Akliouche ·
12 Henrique ·
13 Mawissa ·
15 Camara ·
16 Köhn ·
17 Singo ·
18 Minamino ·
20 Ouattara ·
21 Ilenikhena ·
22 Salisu ·
27 Diatta ·
36 Embolo ·
37 Diop ·
50 Lienard ·
88 Magassa ·
Coach: Hütter
· Assistent-coach: Perrinelle
1 Szczęsny ·
2 Pazdan ·
3 Jędrzejczyk ·
4 Cionek ·
5 Bednarek ·
6 Góralski ·
7 Milik ·
8 Linetty ·
9 Lewandowski  ·
10 Krychowiak ·
11 Grosicki ·
12 Białkowski ·
13 Rybus ·
14 Teodorczyk ·
15 Glik ·
16 Błaszczykowski ·
17 Peszko ·
18 Bereszyński ·
19 Zieliński ·
20 Piszczek ·
21 Kurzawa ·
22 Fabiański ·
23 Kownacki · 
Coach: Nawałka
1 Szczęsny ·
2 Piątkowski ·
3 Dawidowicz ·
4 Kędziora ·
5 Bednarek ·
6 Kozłowski ·
8 Linetty ·
9 Lewandowski  ·
10 Krychowiak ·
11 Świderski ·
12 Skorupski ·
13 Rybus ·
14 Klich ·
15 Glik ·
16 Moder ·
17 Płacheta ·
18 Bereszyński ·
19 Frankowski ·
20 Zieliński ·
21 Jóźwiak ·
22 Fabiański ·
23 Kownacki ·
24 Świerczok ·
25 Helik ·
26 Puchacz ·
Coach: Sousa
1 Szczęsny ·
2 Cash ·
3 Jędrzejczyk ·
4 Wieteska ·
5 Bednarek ·
6 Bielik ·
7 Milik ·
8 D. Szymański ·
9 Lewandowski  ·
10 Krychowiak ·
11 Grosicki ·
12 Skorupski ·
13 Kaminski ·
14 Kiwior ·
15 Glik ·
16 Świderski ·
17 Żurkowski ·
18 Bereszyński ·
19 S. Szymański ·
20 Zieliński ·
21 Zalewski ·
22 Grabara ·
23 Piątek ·
24 Frankowski ·
25 Gumny ·
26 Skóraś ·
Coach: Michniewicz